# Torrent de Font de Buc (Granera)

El Torrent de Font de Buc, respecte del terme de Granera

El torrent de Font de Buc és un torrent del terme municipal de Granera, al Moianès.
Es forma a l'extrem sud-oest del terme de Granera, en una capçalera triple en el vessant oest del Coll de la Descàrrega i del Cogull, des d'on davalla cap al nord, però fent nombroses giragonses. Al cap de poc troba la Font de Buc, que li dona nom, lloc on rep per la dreta el torrent de Trens, i continua baixant cap al costat de llevant de la masia de l'Otzet. Rep per la dreta el torrent de l'Estevenell, així com tota una sèrie de torrents més petits, per la dreta i per l'esquerra, i discorre als peus, al costat de llevant, del Serrat del Moro. Cap a la meitat d'aquest serrat rep per la dreta el torrent de la Rectoria, i quan arriba a l'extrem de ponent de la Carena de les Grutes, que queda a l'est, rep el Sot de Sant Martí, també per la dreta.
Deixa a la dreta la masia de la Roca, i tot seguit rep per la dreta el torrent de la Roca, amb el qual s'ajunta per formar el torrent de l'Om.